# Samuel Crell-Spinowski
Samuel Crell-Spinowski (ur. 25 marca 1660 w Kluczborku, zm. 9 czerwca 1747 w Amsterdamie) – filozof i teolog braci polskich, pastor zboru w Lubniewicach i Królowej Woli.

## Życiorys
Syn Krzysztofa i wnuk Jana Crella, który studiował w Anglii.
Jako teolog ariański był kaznodzieją i ministrem zboru w Lubniewicach (od ok. 1706 i od 1718) oraz w Królowej Woli. Na terenie Prus pełnił rolę duchowego przywódcy, podobnie jak wcześniej nimi byli Samuel Przypkowski i Zbigniew Morsztyn. W działalności duszpasterskiej wśród braci osiadłych w Prusach wspierał go rodzony brat Paweł, który był kaznodzieją i ministrem zboru w Kosinowie.
Samuel Crell utrzymywał kontakty z przedstawicielami reformacji w Anglii, Niemczech i Niderlandach m.in.: z Johnem Locke, Lordem Shaftesbury i Newtonem. Crell był autorem ponad 20 prac z zakresu filozofii i teologii. Prace jego pisane łaciną drukowane były w Amsterdamie, Londynie i Królewcu. Pod koniec życia miał się zbliżyć do Braci Morawskich.
Samuel Crell miał dwóch synów, którzy osiedlili się w Stanach Zjednoczonych, w stanie Georgia. Nie ma żadnych źródeł o ich zaangażowaniu religijnym. Córki, po śmierci ojca, przyłączyły się do kościoła braci morawskich w Amsterdamie.